# Peter Kreeft
Peter John Kreeft (Paterson, 16 marzo 1937) è un filosofo, teologo e educatore statunitense.
Autore prolifico, Kreeft è principalmente noto come apologeta cattolico. Kreeft è professore emerito in filosofia al Boston College e al The King's College

## Biografia
Kreeft ha completato una laurea in filosofia al Calvin College (1959) e in seguito uno M.A. (1961) e un Ph.D. (1965), sempre in filosofia, presso la Fordham University.
Professore di filosofia al Boston College e al King's College di New York, è autore di numerosi libri sulla filosofia del cristianesimo, in particolare dalla prospettiva cattolica.
Insieme al gesuita Ronald K. Tacelli, ha formulato "Venti argomenti sull'esistenza di Dio"

## Opere
- Socratic Logic – Testo di logica classica.
- Love Is Stronger Than Death (1979)— sul significato di vita e morte
- Between Heaven and Hell: "A Dialog Somewhere Beyond Death with John F. Kennedy, C. S. Lewis, and Aldous Huxley" (1982)
- The Unaborted Socrates — dialogo socratico sull'aborto (1983)
- The Best Things in Life: A 20th century Socrates Looks at Power, Pleasure, Truth, and the Good Life — dodici dialoghi socratici sulla vita moderna (1984)
- Yes or No?  Straight Answers to Tough Questions about Christianity (1984)
- Making Sense Out of Suffering (1986)— sul significato della sofferenza
- Fundamentals of the Faith, Essays in Christian Apologetics (1988)
- Heaven, the Heart's Deepest Longing (1989)
- Everything You Ever Wanted To Know About Heaven... But Never Dreamed of Asking (1990)
- Summa of the Summa (1990)— Brani filosofici essenziali dalla Summa Theologica di San Tommaso d'Aquino, edita e spiegata ai principianti
- Three Philosophies of Life (1990)- Ecclesiaste- la vita come vanità, Giobbe - la vita come sofferenza, Cantico dei cantici - la vita come amore
- Back to Virtue (1992)— Saggezza morale tradizionale per una confusione morale moderna
- Shorter Summa (1993)— Versione breve di Summa of the Summa
- Christianity for Modern Pagans: Pascal's Pensees (1993)— Spiega il pensiero sorprendentemente moderno di Blaise Pascal sulla vita contemporanea e i suoi forti argomenti a favore del cristianesimo
- Handbook of Christian Apologetics (con Ronald K. Tacelli) (1994)
- C. S. Lewis for the Third Millennium (1994)— Sei saggi sul libro di C. S. Lewis, Abolition of Man
- Shadow-Lands of C.S. Lewis: The Man Behind the Movie (1994)
- Angels (and Demons): What Do We Really Know About Them? (1995)
- The Journey A Spiritual Roadmap For Modern Pilgrims(1996)
- The Snakebite Letters Devilishly Devious Secrets for Subverting Society As Taught in Tempter's Training School (1998)
- Refutation of Moral Relativism — Dialogo tra un relativista e un assolutista (1999)
- Prayer for Beginners (2000)
- Catholic Christianity (2001)
- Socrates Meets Jesus (1987/2002)— dialogo socratico tra Socrate e gli studenti della Harvard University's "Divinity School"
- How to Win the Culture War (2002)
- Philosophy 101 by Socrates (2002)— introduzione alla filosofia per mezzo dell'Apologia di Platone
- Socrates Meets Sartre: Father Of Philosophy Meets The Founder of Existentialism (2005)— dialogo socratico tra Socrate e Jean Paul Sartre
- The Philosophy of Tolkien: The Worldview Behind "The Lord of the Rings" (2005)
- The Philosophy of Jesus (2007)— Sulla saggezza di Gesù
- Because God Is Real: Sixteen Questions, One Answer (2008)
- Socrates Meets Machiavelli — dialogo socratico tra Socrate e Machiavelli
- Socrates Meets Marx — dialogo socratico tra Socrate e Karl Marx
- Three Approaches to Abortion — Sull'aborto
- The Sea Within
- Socrates Meets Kant
- Between Allah & Jesus: what Christians Can Learn from Muslims (2010)
- "What Would Socrates Do?: The History of Moral Thought and Ethics" — corso a livello universitario in libro-audio
- "What Would Socrates Do?: Faith and Reason" — corso a livello universitario in libro-audio
- "The Philosophy of Thomas Aquinas" — corso a livello universitario in libro-audio

### Tradotte e pubblicate in italiano
- Il tascabile dell'apologetica cristiana (Catechesi), Ares, 2006, ISBN 9788881553501
- Il viaggio. Mappa filosofica per l'uomo contemporaneo, Homeless Book (2011), ISBN 9788896771037
- Preghiere per principianti, EMP (2010)
- Tra cielo e inferno. Un dialogo da qualche parte oltre la morte tra C.S. Lewis, J.F. Kennedy e Aldous Huxley, Homeless Book (2011), ISBN 9788896771099
- A tu per tu con Socrate. Invito alla filosofia, Homeless Book (2020), ISBN 9788832761092
- La filosofia di Tolkien, Homeless Book (2021), ISBN 9788832761474